# Ulf Skoglund
Ulf Anders Skoglund, född 24 januari 1959, död 5 februari 2021 i Leksands distrikt, var en svensk ishockeyspelare och tränare.
Skoglund spelade huvuddelen av sin karriär i Leksands IF, men spelade även några säsonger i Malmö IF och Örebro IK innan spelarkarriären avslutades i IF Sundsvall Hockey 1989/1990. Som tränare var Skoglund förutom assisterande tränare för Leksands IF i dåvarande Elitserien huvudsakligen tränare för klubbar i lägre divisioner, till exempel Borlänge HF, Malungs IF, Brunflo IK samt EV Zeltweg i Österrike.